# Vollständigkeitsannahme
In der Mikroökonomie ist die Vollständigkeitsannahme die Annahme über die Präferenzen der Wirtschaftssubjekte, dass diese grundsätzlich in der Lage sind, dass alle beliebigen Güterbündel miteinander verglichen werden können. 
Formal: Seien {\displaystyle (\mathbf {x} _{a},\mathbf {x} _{b})} und {\displaystyle (\mathbf {y} _{a},\mathbf {y} _{b})} jeweils zwei beliebige Güterbündel:
Für jedes beliebige {\displaystyle x}-Bündel und jedes beliebige {\displaystyle y}-Bündel gilt entweder {\displaystyle (\mathbf {x} _{a},\mathbf {x} _{b})\succ (\mathbf {y} _{a},\mathbf {y} _{b})}, {\displaystyle (\mathbf {x} _{a},\mathbf {x} _{b})\prec (\mathbf {y} _{a},\mathbf {y} _{b})} oder {\displaystyle (\mathbf {x} _{a},\mathbf {x} _{b})\sim (\mathbf {y} _{a},\mathbf {y} _{b})}, d. h., das Wirtschaftssubjekte kann für jedes beliebige Güterbündelpaar angeben, ob die Alternative besser ({\displaystyle \succ }), schlechter ({\displaystyle \prec }) oder gleich gut ist ({\displaystyle \sim }). Die Annahme sichert, dass durch jeden Punkt im Güterdiagramm eine Indifferenzkurve verläuft.

## Beispiel
Ein Güterbündel kann verschiedene Mengen an Nahrung und Bekleidung enthalten. Güterbündel {\displaystyle (\mathbf {x} _{a},\mathbf {x} _{b})} umfasst beispielsweise 20 Einheiten Nahrung und 30 Einheiten Bekleidung, während Güterbündel {\displaystyle (\mathbf {y} _{a},\mathbf {y} _{b})} 30 Einheiten Nahrung und 20 Einheiten Bekleidung umfasst. Ein Wirtschaftssubjekt (beispielsweise Haushalt A) kann Güterbündel {\displaystyle (\mathbf {x} _{a},\mathbf {x} _{b})} dem Güterbündel {\displaystyle (\mathbf {y} _{a},\mathbf {y} _{b})} bevorzugen, da dieses Güterbündel seinen Nutzen maximiert und durch die Vollständigkeitsannahme beide Güterbündel miteinander verglichen und seiner Präferenz nach sortiert werden können.